# Exochus protector
Exochus protector là một loài tò vò trong họ Ichneumonidae.